# 共产国际（斯大林霍查主义）
共产国际（斯大林霍查主义）（英語：Communist International (Stalinist-Hoxhaist)，缩写为CI（SH））是一个霍查主义国际组织。该组织成立于2000年12月31日，当时命名为共产国际（马克思列宁主义）（Communist International (Marxist-Leninist)，缩写为CI（ML））。2009年11月7日，该组织改用现名。

## 历史
1999年，德国共产党/马列主席沃尔夫冈·埃格斯（Wolfgang Eggers）在共产国际成立80周年上提出成立新的共产国际的口号，并撰写《十九条》作为理论基础。同年，该党与“不列颠共产主义联盟”于伦敦举行会议，提出成立新的马克思列宁主义国际组织。
2000年12月31日，该组织宣布成立，命名为共产国际（马克思列宁主义），初始成员只有德国共产党/马列和“荷兰新工党”，会上该组织宣布恩维尔·霍查是与马克思、恩格斯、列宁和斯大林并列的共产主义五大导师。
2009年11月7日，十月革命92周年和共产国际成立90周年，该组织发表《世界纲领性宣言》，宣布将组织重新命名为共产国际（斯大林霍查主义），并宣布斯大林霍查主义是现代的、更高的马克思列宁主义。此后，原本的各成员党成为国际支部，不再有独立名称。

## 附属组织
该组织效仿共产国际，建立了一系列阵线组织：
- 赤色职工国际，2003年5月1日成立[5]
- 青年共产国际，2010年2月1日成立[6]
- 共产主义妇女国际，2011年3月8日成立[7]
- 红色阵线战士同盟，2019年7月29日成立[8]
- 国际共产主义团结，2014年10月1日成立[9]
- 赤色农民国际，2017年5月28日成立[10]
- 革命作者国际联盟，2013年4月6日成立[11]
- 红色黑客阵线，2022年10月21日成立[12]
- 世界红军，2023年2月23日成立[13]
- 红色难民阵线，2025年1月28日成立[14]

该组织支部分为国家支部和国际支部，国家支部有埃及、德国、波兰、葡萄牙、美国、阿尔巴尼亚（重建中）、格鲁吉亚（重建中）、希腊（重建中）、印度（重建中）、俄罗斯（重建中）、乌干达（重建中）、南斯拉夫（重建中）、巴西（建设中）、伊拉克（建设中）和意大利（建设中），国际支部有非洲、阿拉伯、亚洲、欧洲、北美和南美。

## 外部連結
- 官方網站
- instagram
- twitter